# Гопкало Володимир Михайлович
Го́пкало Володи́мир Миха́йлович (нар. 7 грудня 1978, СРСР) — український футболіст, захисник низки футбольних клубів першої та другої ліг. Ексгравець юнацької збірної України, бронзовий призер юнацького чемпіонату Європи з футболу (1994). Вихованець футбольної школи київського «Динамо».

## Життєпис
Володимир Гопкало почав свій шлях у великий футбол в системі київського «Динамо». Зірковим часом футболіста став юнацький чемпіонат Європи з футболу 1994 року, де він разом з партнерами по збірній здобув бронзові нагороди. Володимир провів на чемпіонаті п'ять ігор з шести та відзначився забитим м'ячем у ворота збірної Данії.
У 1995 році Гопкало брав участь у матчах чемпіонату ААФУ та Кубку України у складі «Динамо-3», а також залучався до ігор другої динамівської команди. Втім, витримати конкуренцію у резерві киян юнаку не вдалося і він залишив команду, перейшовши до лав хмельницького «Поділля», де, одначе, також зірок з неба не хапав. Кожен з наступних трьох сезонів футболіст розпочинав у новій команді й в жодній з них йому не вдалося закріпитися. Наприкінці 2000 року Володимир у 22-річному віці провів останній матч на професійному рівні, продовжуючи надалі виступати лише за аматорські команди, серед яких були ФК «Ніжин», «ГПЗ» (Варва) та «Європа» з Прилук.

## Досягнення
- Бронзовий призер Чемпіонату Європи серед юнаків (1): 1994
- Срібний призер першої ліги чемпіонату України (1): 1996/97